# Nörd-Valltjärnen
Nörd-Valltjärnen är en sjö i Arvidsjaurs kommun i Lappland som ingår i Byskeälvens huvudavrinningsområde.